# Décès en octobre 1941
Décès
- 1937
- 1938
- 1939
- 1940
- 1941
- 1942
- 1943
- 1944
- 1945

Pour une information complémentaire, voir la page d'aide.

| Date       | Nom             | Pays                   | Activités            | Âge | Source |
| ---------- | --------------- | ---------------------- | -------------------- | --- | ------ |
| 16 octobre | Arthur Kronfeld | Drapeau de l'Allemagne | Psychiatre allemand. | 55  |        |